# Keldrimäe
Keldrimäe is een subdistrict of wijk (Estisch: asum) binnen het stadsdistrict Kesklinn in Tallinn, de hoofdstad van Estland. De naam betekent ‘Kelderberg’. De wijk telde 5.600 inwoners op 1 januari 2020. Ze grenst aan de wijken Maakri, Torupilli, Juhkentali, Veerenni en Sibulaküla.

## Geschiedenis

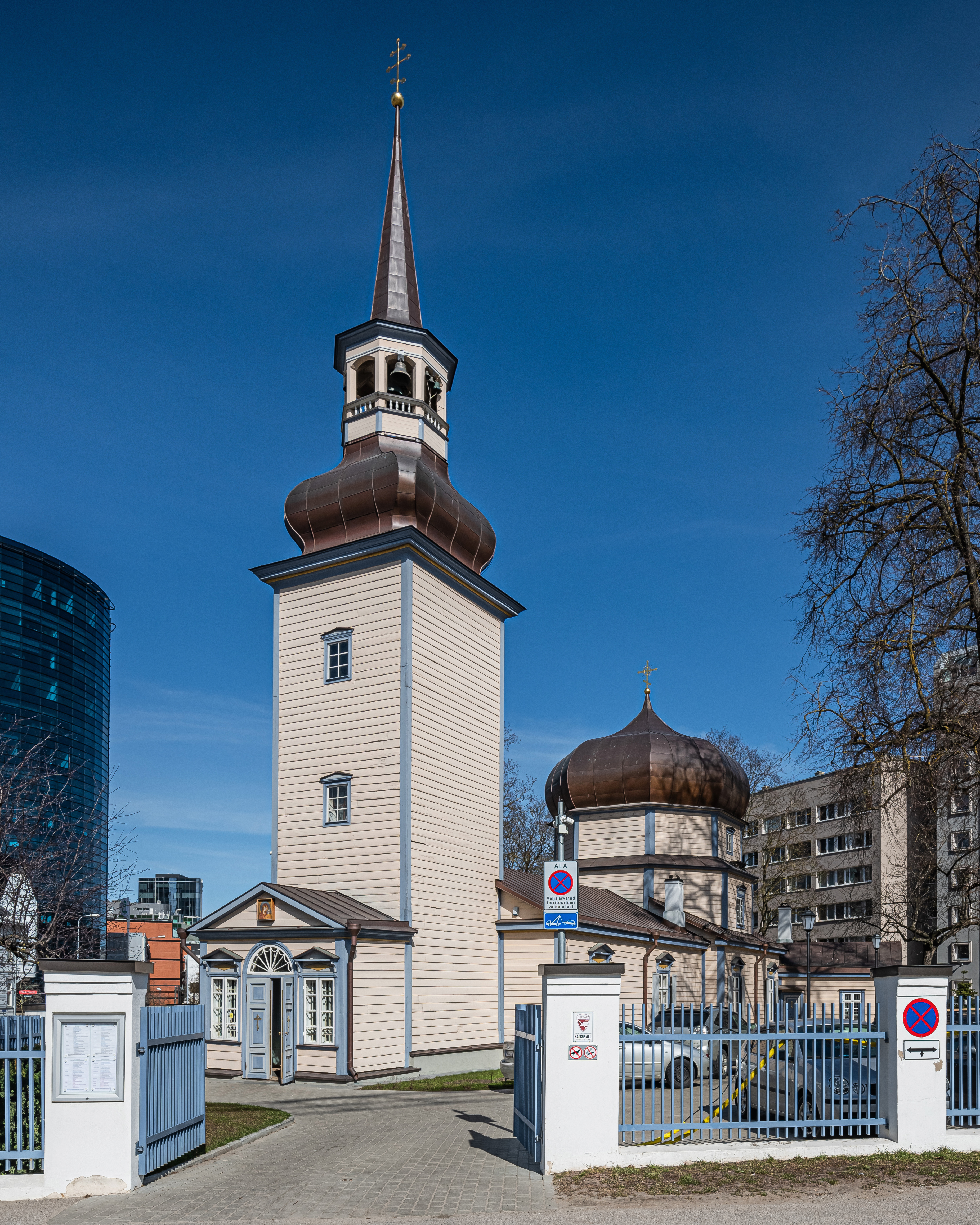
Kerk van Onze Lieve Vrouwe van Kazan

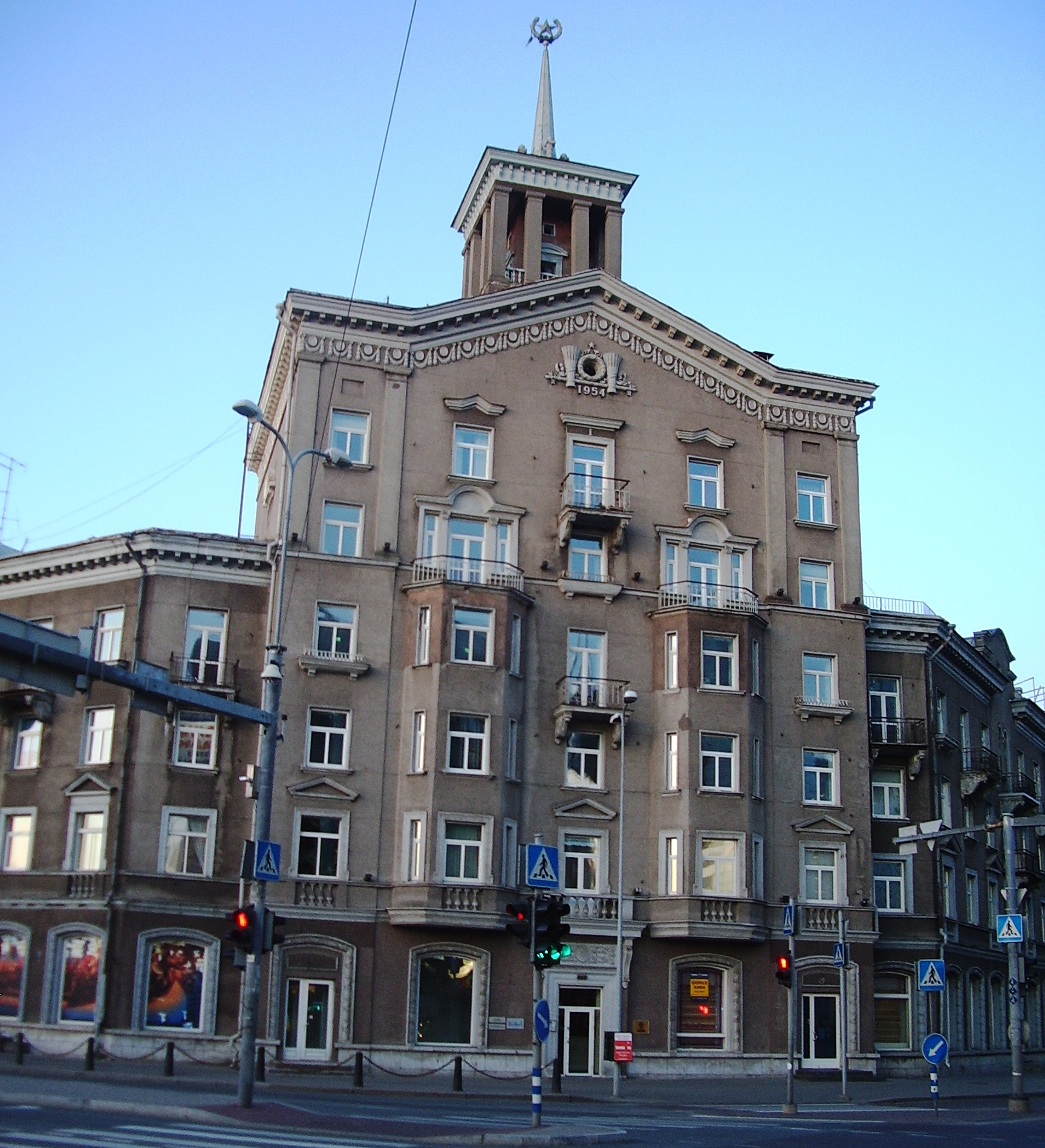
Tartu maantee 24: gebouw in Sovjetstijl

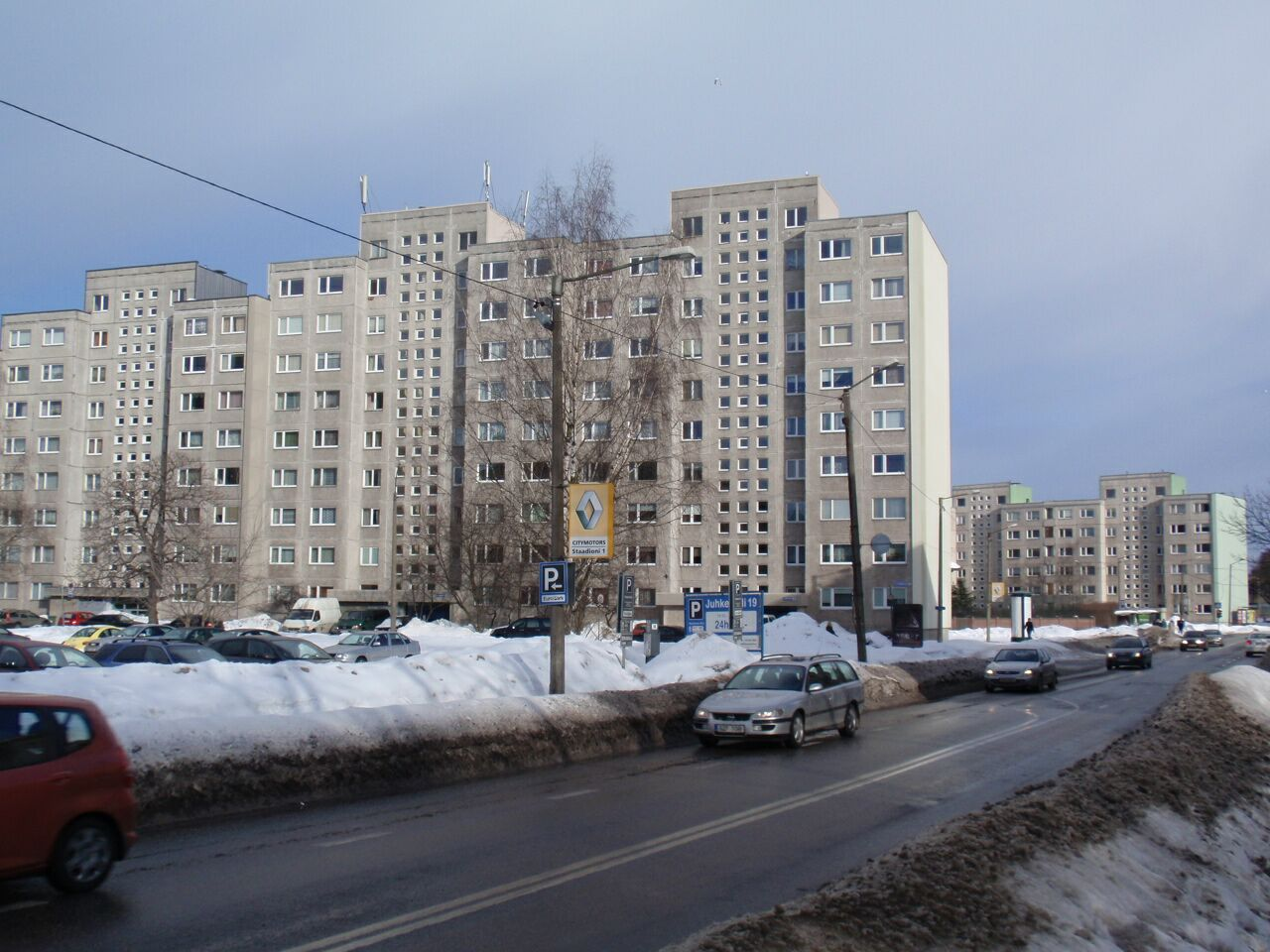
Sovjetflats in Keldrimäe

Keldrimäe was van oudsher de wijk waar de joden van Tallinn woonden en waar de centrale markt (Estisch: keskturg) werd gehouden. De markt is er nog steeds. Er zijn groenten, fruit en andere voedingsproducten te koop, maar ook kleding en tweedehands spullen.
Een van de weinige oude gebouwen in de wijk is de Russisch-orthodoxe Kerk van Onze Lieve Vrouwe van Kazan (Estisch: Kaasani Jumalaema Sünni kirik). De kerk, genoemd naar een beroemde icoon uit Kazan, werd in 1721 in opdracht van de tsaar gebouwd aan wat in die tijd de rand van de stad was. Ze diende als kerk voor het Russische garnizoen. Tallinn was toen nog maar kort tevoren door Rusland veroverd op Zweden. In 1749 werd de kerk verplaatst naar waar ze nu staat. Het is de oudste bewaard gebleven houten kerk in Tallinn. Binnen vindt men iconen, waarvan de oudste dateren uit de 17e en 18e eeuw, en plaquettes voor de gevallenen uit de oorlogen tegen Napoleon (1812) en Japan (1904/05).
Tijdens de Sovjetbezetting na de Tweede Wereldoorlog werd de wijk geleidelijk volgebouwd met geprefabriceerde woonblokken van tussen vier en tien verdiepingen hoog.
Op de hoek van Tartu maantee en Liivalaia tänav staat een gebouw in Sovjetstijl, compleet met een torentje met rode ster op het dak (net zoals bijvoorbeeld Hotel Oekraïne in Moskou). Het gebouw dateert uit 1957 en was oorspronkelijk een appartementencomplex. Tegenwoordig is het een kantoor- annex winkelpand en zit er zelfs een casino. Het pand staat op de monumentenlijst, omdat het in Tallinn enig in zijn soort is.
In de 21e eeuw zijn in de wijk een paar (meestal hoge) kantoorgebouwen neergezet.

## Vervoer
De wijk wordt begrensd door vier grote wegen: Liivalaia tänav, Tartu maantee, Odra tänav en Juhkentali tänav.
Over alle vier de wegen rijden bussen. Over de Tartu maantee lopen de tramlijnen 2 en 4.